# Angles (Alpi dell'Alta Provenza)
Angles è un comune francese di 70 abitanti (al 1º gennaio 2022) situato nel dipartimento delle Alpi dell'Alta Provenza della regione della Provenza-Alpi-Costa Azzurra.

## Società

### Evoluzione demografica
Abitanti censiti

## Storia

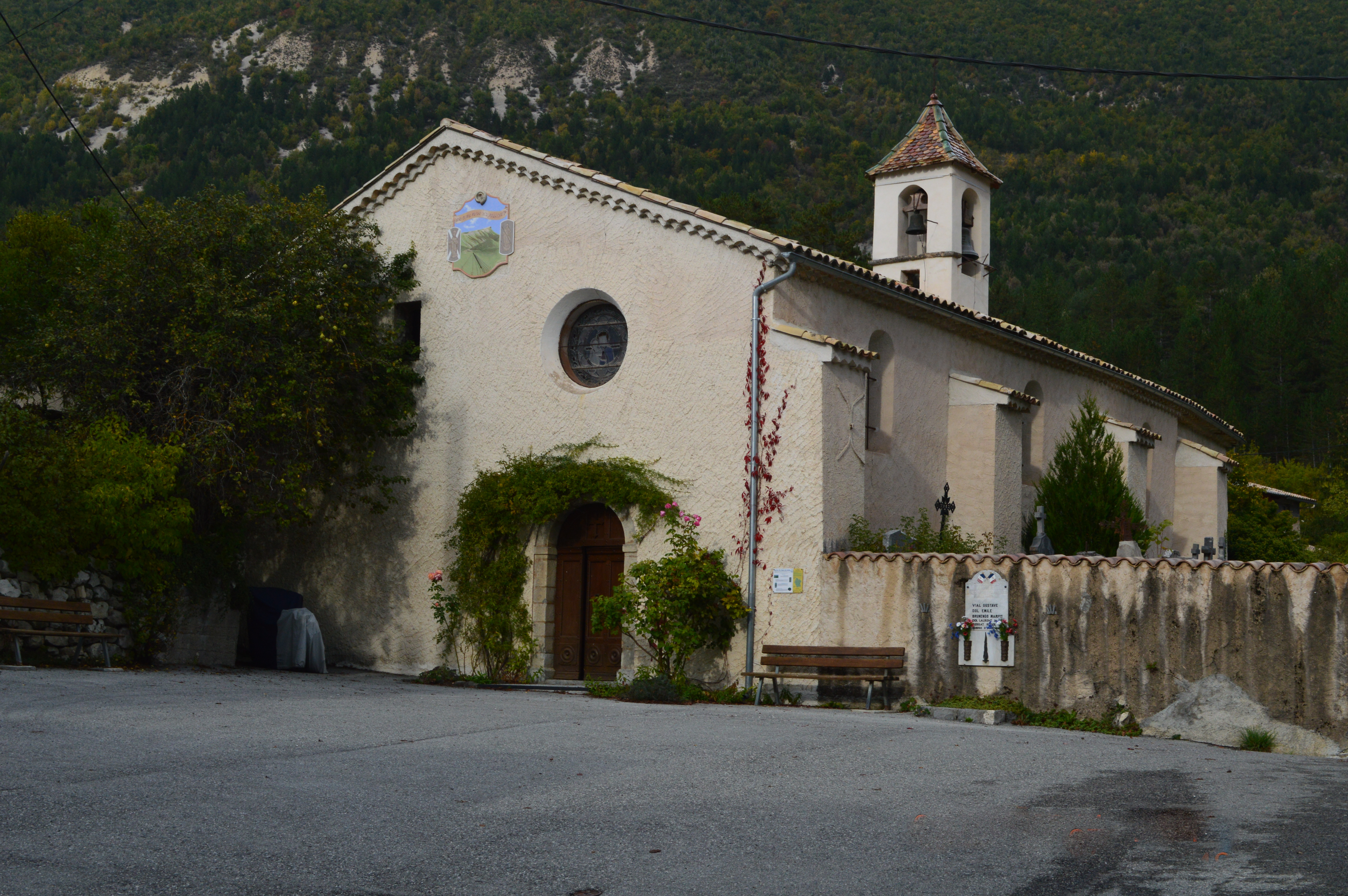
La chiesa di Notre Dame ad Angles

Augusto conquistò la valle del Verdon insieme a quella delle Alpi, che attuò nel 14 a. C. È difficile conoscere il nome del popolo gallo che abitava nella valle e il nome della civitas dalla quale la valle di Angles dipendeva durante l'Alto Impero: Eturamina (Thorame), Civitas Saliniensum (Castellane) o Sanitensium (Senez). Alla fine dell'Impero romano, sembra avverarsi l'annessione a quella di Sanitensium, e alla sua diocesi.
La località comparve per la prima volta sulle carte nel 1245
, allorché essa era una cosignoria dei vescovi di Senez e dell'abbazia di Lerino. Il suo priorato fu riunito a quello di Vergons nel 1454 e rilevato dall'abbazia di Saint-Honorat di Lerino. L'abbazia di Lerino vi costruì un ospizio. Essa passò in seguito ai d'Agoult.
La comunità rilevò la vicaria di Castellane.
Gli abitanti di Angles condussero una lotta contro i signori locali per parecchie generazioni, rifiutando il diritto di semi-laudemio, prelevato su tutta l'eredità.
Dopo i mancati pagamenti, i processi, il banco dei signori nella chiesa fu ridotto in briciole. Nel 1731, le messi dei signori non furono più mietute, con il divieto a chiunque di farlo e l'intendente sfuggì per miracolo a un linciaggio
.
Dal 1776 vi si trova una scuola elementare permanente. Nel 1788, il priorato scomparve con la secolarizzazione dell'abbazia di Lerino
Durante la Rivoluzione, il comune contava una società patriottica, creata dopo la fine del 1792.
La Rivoluzione e l'Impero apportarono numerosi miglioramenti, tra cui un'imposta fondiaria uguale per tutti e proporzionale al valore dei beni di ciascuno. Al fine di porla su basi precise, fu decisa la creazione di un catasto. La legge finanziaria del 15 settembre 1807 ne precisò le modalità, ma la sua realizzazione richiese tempo per essere messa in opera, trattando i funzionari del catasto i comuni per gruppi geografici successivi. Solo nel 1838 il catasto detto napoleonico di Angles fu completato.
Come numerosi comuni del dipartimento, quello di Angles si dotò di scuole ben prima delle leggi Jules Ferry: nel 1863, la scuola installata nel capoluogo forniva un'istruzione primaria ai giovani. Alcuni insegnamenti non erano impartiti alle femmine: né la legge Falloux (1851), che impose l'apertura d'una scuola femminile ai comuni con più di 800 abitanti, né la prima legge Duruy (1867), che abbassò questa soglia a 500 abitanti, concernevano Angles, e non fu che con la legge Ferry che le giovani di Angles furono regolarmente scolarizzate.